# Germignac
Germignac ist eine französische Gemeinde mit 647 Einwohnern (Stand: 1. Januar 2022) im Département Charente-Maritime in der Region Nouvelle-Aquitaine; sie gehört zum Arrondissement  Jonzac und zum Kanton Jonzac. Die Einwohner werden Germignacais genannt.

## Geographie
Germignac liegt etwa 88 Kilometer nordnordöstlich von Bordeaux. Nachbargemeinden von Germignac sind Salles-d’Angles im Norden, Saint-Fort-sur-le-Né im Nordosten, Cierzac im Osten, Saint-Palais-du-Né im Südosten, Sainte-Lheune im Süden, Jarnac-Champagne im Südwesten sowie Saint-Martial-sur-Né im Westen.

## Bevölkerungsentwicklung
| Jahr                       | 1962 | 1968 | 1975 | 1982 | 1990 | 1999 | 2006 | 2017 | 2019 |
| Einwohner                  | 364  | 342  | 336  | 352  | 539  | 531  | 579  | 651  | 645  |
| Quellen: Cassini und INSEE |      |      |      |      |      |      |      |      |      |

## Sehenswürdigkeiten

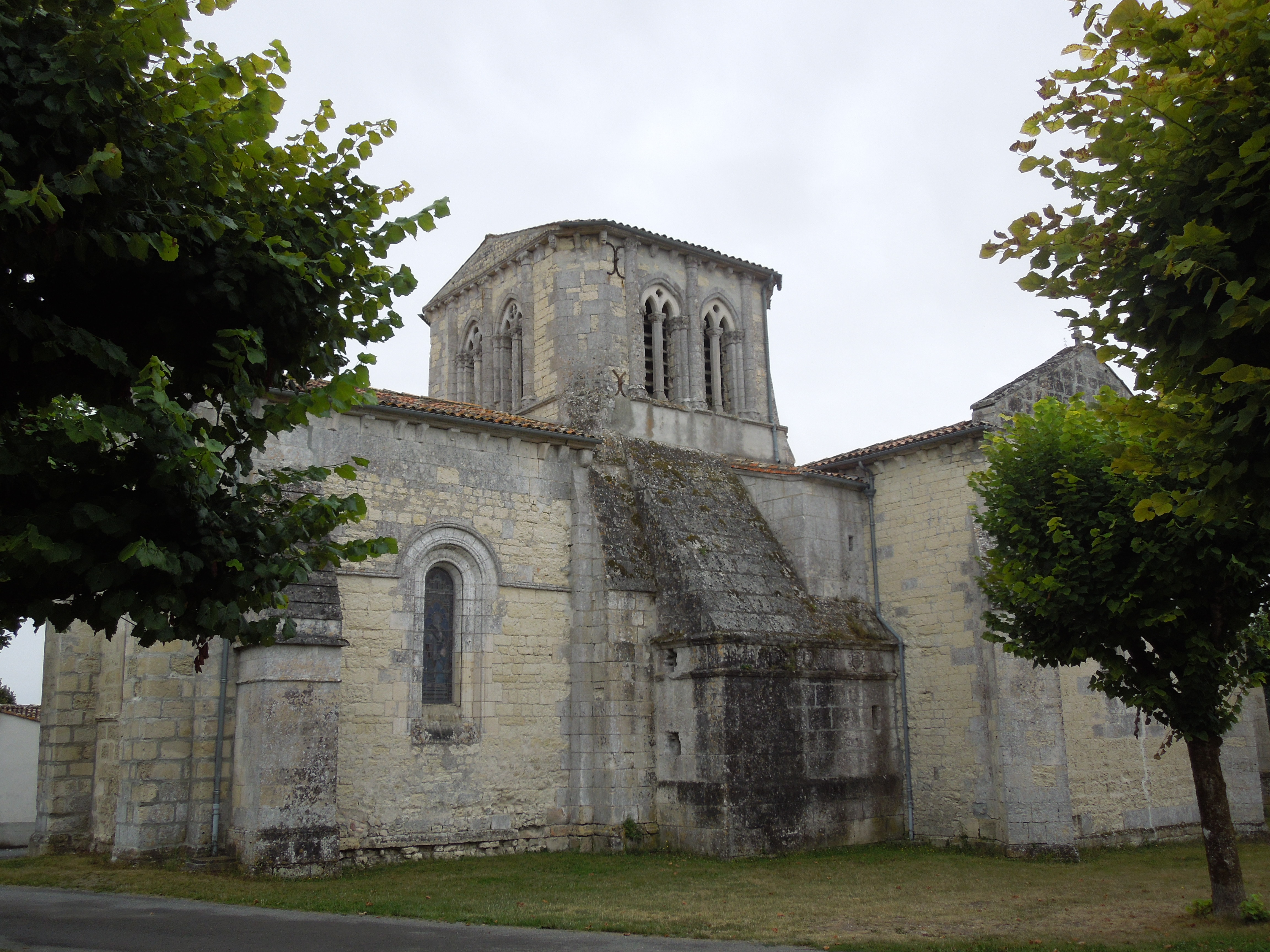
Kirche Saint-Pierre

- Kirche Saint-Pierre aus dem 11./12. Jahrhundert, seit 1925 Monument historique
- Domäne Beaulieu aus dem 16. Jahrhundert, seit 1992 Monument historique

Siehe auch: Liste der Monuments historiques in Germignac